# Calceolaria vaccinioides
Calceolaria vaccinioides är en toffelblomsväxtart som beskrevs av Kränzl.. Calceolaria vaccinioides ingår i släktet toffelblommor, och familjen toffelblomsväxter. Inga underarter finns listade i Catalogue of Life.